# سيدهارث سينها
سيدهارث سينها (بالإنجليزية: Siddharth Sinha)‏ هو مخرج هندي، ولد في 1978 في Ghazipur ‏ في الهند.

## وصلات خارجية
- سيدهارث سينها على موقع IMDb (الإنجليزية)